# Збірна Непалу з футболу
Збірна Непалу з футболу — команда, яка представляє Непал на футбольних матчах і чемпіонатах. Керується Футбольною федерацією Непалу. Є однією із найслабших збірних на планеті. Найвищий успіх здобули в 1993 році — бронзова медаль Кубку Південної Азії. Домашньою ареною-стадіоном є «Дасаратх Рангасала».
Станом на 3 квітня 2025 посідає 175-e місце у рейтингу футбольних збірних світу.

## Виступи зірної Непалу

### Чемпіонат світу
- з 1930 по 1982 — не брала участь
- з 1986 по 1990 — не пройшла кваліфікацію
- 1994 — не брала участь
- з 1998 по 2002 — не пройшла кваліфікацію
- 2006 — відкликала заявку на участь
- з 2010 по 2014 — не пройшла кваліфікацію

### Кубок Азії
- з 1956 по 1980 — не брала участь
- з 1972 по 1988 — не пройшла кваліфікацію
- 1992 — не брала участь
- з 1996 по 2004 — не пройшла кваліфікацію
- 2007 — не брала участь
- 2011 — не пройшла кваліфікацію